# 光明
光明（こうみょう）とは、明るい光のこと。対義語は暗黒または無明。

## 仏教用語としての光明
光明（くゎうみゃう）とは、仏が発する光で、大乗仏典では智慧や慈悲の象徴として、瞑想中の全身から光明を放つ場面が描かれる。転じて「光明を得た」といえば比喩的に覚ったことを表すこともある。
『倶舎論』によると自ら光を発するもの（太陽など）を光といい、その光を反射するもの（月など）を明という。
チベット仏教においてはいくつかの意味が存在する。密教の修行である究竟次第の修行法の一つに「光明」（楽現覚次第）がある。また、無上瑜伽タントラに分類される経典に説かれる光明は、大楽（マハースカ）が認識対象としての空性を理解し一つになった楽空無別の智慧を指す。